# Carlos Betancur
Carlos Alberto Betancur Gómez (Ciudad Bolívar, 13 oktober 1989) is een Colombiaans wielrenner die in 2020 zijn fiets aan de wilgen heeft gehangen en is gestopt met wielrennen, hij reed voor het laatst voor het Movistar Team.

## Biografie

### Jeugd
Al snel was duidelijk dat de jonge Betancur veel talent had. Zo werd hij in 2007 al tweede op het nationale wegkampioenschap, achter Dúber Quintero. Voor het seizoen 2009 tekende hij als belofte een contract bij Indeportes Antioquia, dat dat jaar geen UCI-licentie had. Bij die ploeg werd hij ploegmaat van onder andere Julián Atehortua en Janier Acevedo. Betancur won dat jaar een etappe en het eindklassement in de Vuelta de la Juventud, de Ronde van Colombia voor beloften. Ook bij de profs wist hij dat jaar al enkele ereplaatsen te veroveren. Zo werd hij tweede in de zevende etappe van de Ronde van de Aostavallei, achter Kristjan Koren. Hij piekte dat seizoen naar het wereldkampioenschap in Mendrisio, waar hij uiteindelijk enkel de Fransman Romain Sicard voor zich moest dulden. Hij klopte in de spurt voor de tweede plek Jegor Silin uit Rusland, dit op 27 seconden van Sicard. Ook in 2010 reed hij voor hetzelfde team. Hij stond dat jaar aan de start van de Girobio, de Ronde van Italië voor beloften. Hier won hij zowel de vierde als de vijfde etappe, twee lastige bergritten. In het eindklassement, dat hij met bijna vier minuten voorsprong op de nummer twee won, was hij ook de sterkste. Tijdens de rest van het seizoen reed hij enkele wedstrijden bij de elites. Zo won hij twee etappes in de Ronde van Higuito, een rittenkoers in Costa Rica.

### Acqua & Sapone
Na een uitstekend 2010 deed Betancur in 2011 een stap hogerop en werd hij prof bij het Italiaanse Acqua & Sapone. Namens de ploeg van Bruno Cenghialta mocht hij, als amper 22-jarige, starten in de Ronde van Italië. Een vierde plek in de twintigste rit was zijn beste etappe-uitslag. In het Eindklassement eindigde hij op plek 58, op meer dan twee uur van winnaar Alberto Contador. Een jaar later werd Contador echter vanwege dopinggebruik uit de uitslag geschrapt, waardoor Michele Scarponi de boeken in ging als eindwinnaar. Aan het eind van het jaar won Betancur de Ronde van Emilia, voor de neus van Bauke Mollema, en werd hij tijdens de Ronde van Lombardije negende.
In 2012 werd Betancur, na twee toptiennoteringen, vierde in het eindklassement van de Ronde van Trentino. Omdat zijn ploeg dat jaar niet mocht starten in de Ronde van Italië, trad de Colombiaan aan in de Ronde van België, waar hij de Ardennen-etappe won. Daarna volgden overwinningen in de Trofeo Melinda en de Ronde van Padanië. In het najaar werd hij vijfde in zowel Milaan-Turijn als in de Ronde van Piemonte. Eind 2012 werd bekend dat zijn ploeg ophield te bestaan, waarna Betancur een contract tekende bij het Franse AG2R La Mondiale.

### AG2R La Mondiale
In zijn eerste seizoen bij de Franse formatie was hij samen met John Gadret en Samuel Dumoulin een van de kopmannen. Ter voorbereiding van de voorjaarsklassiekers nam Betancur deel aan de Ronde van het Baskenland, waar hij driemaal bij de beste tien renners in een etappe eindigde en zevende werd in het eindklassement. In de finale van de Waalse Pijl ging hij als eerste aan op de slotklim, de Muur van Hoei. Enkel Daniel Moreno en Sergio Henao reden hem nog voorbij, waardoor Betancur derde werd. Later die week viel Betancur, met nog vijf kilometer te gaan, aan in Luik-Bastenaken-Luik. Echter, nadat Daniel Martin en Joaquim Rodríguez hem voorbij waren gereden en Alejandro Valverde sneller was in de sprint, moest de Colombiaan genoegen nemen met de vierde plek. In de Ronde van Italië was hij, samen met de Pool Rafał Majka, betrokken in de strijd om de witter jongerentrui. Het was uiteindelijk Betancur die aan het langste eind trok en Majka 41 seconden voorbleef. In het Eindklassement eindigde hij op zeven minuten en 28 seconden van winnaar Vincenzo Nibali op de vijfde plek. Na een rustperiode van drie maanden stond hij aan de start van de Ronde van Spanje, die hij als voorbereiding op het wereldkampioenschap reed. In de derde Grote Ronde van het jaar eindigde hij op plek 126, waarna hij op het wereldkampioenschap op plek 35 finishte. Na deelname aan Milaan-Turijn en de Ronde van Lombardije sloot Betancur zijn seizoen af in de Ronde van Peking, waar hij twaalfde werd in het eindklassement.
In 2014 was de Ronde van Frankrijk een belangrijk doel. In februari won hij de openingsetappe en het eindklassement in de Ronde van de Haut-Var, waarna hij in maart aan de start stond van Parijs-Nice. Hij gaf aan een goed klassement te willen rijden in de koers naar de zon. Na ritwinst in zowel de vijfde als de zesde etappe veroverde hij de leiding in het algemeen klassement. In de overige twee etappes stelde hij zijn eindzege veilig. Tijdens de Ronde van Catalonië moest hij door ziekte opgeven, waarna hij zijn voorbereiding op de Ardennenklassiekers hervatte in de Ronde van het Baskenland. Ook die wedstrijd kon de Colombiaan niet uitrijden, waardoor zijn voorbereiding niet optimaal verliep. In de aanloop naar de heuvelklassiekers ontstonden twijfels over Betancur, waarna teleurstellende resultaten in de Amstel Gold Race en de Waalse Pijl en een kruis door zijn deelname aan Luik-Bastenaken-Luik volgden. Zijn debuut in de Ronde van Frankrijk moest hij, vanwege het cytomegalovirus, ook uitstellen. Omdat Betancur, tegen de afspraken in, niet op tijd terug was in Frankrijk een eenzijdig aangaf de Tour niet te rijden, besloten ploeg en renner in 2015 niet met elkaar verder te gaan. Een week na dat bericht maakte Betancur zijn rentree in de Ronde van Burgos, waarna hij voor de tweede maal, zonder succes, de Ronde van Spanje reed. Tijdens die Ronde van Spanje werd bekend dat Betancur zijn contract bij AG2R 'gewoon' uit zou dienen.
In het seizoen 2015 behaalde Betancur, op een twintigste plaats in het eindklassement van de Ronde van Italië na, geen aansprekende resultaten. In augustus werd zijn contract met onmiddellijke ingang beëindigd, waarna hij een tweejarig contract tekende bij Movistar Team.

### Movistar Team
Bij de Spaanse formatie kreeg Betancur opnieuw de kans zich te bewijzen. Zijn eerste wedstrijdkilometers voor de ploeg van Eusebio Unzué maakte hij in Milaan-San Remo en de E3 Harelbeke, die hij beide niet uitreed. In de eerste etappe van de Ronde van Castilië en León behaalde hij, voor het eerst sinds Parijs-Nice in 2014, een zege. Ondanks dat hij niet was opgenomen in de voorselectie werd Betancur, dankzij een goede reeks wedstrijden, geselecteerd voor de Ronde van Italië. Vijf dagen voor de start van de Giro beloonde de Colombiaan zijn selectie met een zege in de tweede etappe van de Ronde van Asturië, nadat hij in een sprint had gewonnen van Fabricio Ferrari. Ondanks enkele aanvalspogingen behaalde Betancur geen ereplaats in de eerste Grote Ronde van het jaar. Wel hielp hij zijn kopman Alejandro Valverde derde te worden in het algemeen klassement.
In 2017 hielp Betancur zijn ploeg aan de zege in de eerste etappe van de eerste Hammer Series. Op het heuvelachtige circuit in Vaals verzamelde hij genoeg punten om de dagzege en de leiding in het klassement op te eisen. In juli reed hij de Ronde van Frankrijk en was met een achttiende plek in het eindklassement de hoogst geklasseerde debutant van deze editie. Vervolgens kwam hij in augustus in de zesde etappe van de Ronde van Spanje zwaar ten val. Hij reed de rit uit, maar moest toch opgeven. Na afloop van de etappe werd geconstateerd dat Betancur naast verwondingen in zijn gezicht, ook een enkelbreuk bleek te hebben opgelopen.

## Palmares

### Overwinningen
2010
4e en 5e etappe Girobio
1e etappe Ronde van Colombia (ploegentijdrit)
2011
Ronde van Emilia
2012
Jongerenklassement Ronde van Trentino
Bergklassement Omloop van Lotharingen
5e etappe Ronde van België
Trofeo Melinda
5e etappe Ronde van Padanië
Jongerenklassement Ronde van Padanië
2013
 Jongerenklassement Ronde van Italië
2014
1e etappe Ronde van de Haut-Var
Eind- en puntenklassement Ronde van de Haut-Var
5e en 6e etappe Parijs-Nice
Eind- en jongerenklassement Parijs-Nice
2016
1e etappe Ronde van Castilië en León
2e etappe Ronde van Asturië
2017
1e etappe Hammer Sportzone Limburg
2019
Klasika Primavera

### Resultaten in voornaamste wedstrijden
| Jaar | Ronde van Italië | Ronde van Frankrijk | Ronde van Spanje |
| ---- | ---------------- | ------------------- | ---------------- |
| 2011 | 58e              |                     |                  |
| 2012 |                  |                     |                  |
| 2013 | 5e               |                     | 126e             |
| 2014 |                  |                     | 158e             |
| 2015 | 20e              |                     |                  |
| 2016 | opgave           |                     |                  |
| 2017 |                  | 18e                 | opgave           |
| 2018 | 15e              |                     |                  |
| 2019 |                  |                     |                  |

| Jaar | Milaan-San Remo | Gent-Wevelgem | Ronde van Vlaanderen | Amstel Gold Race | Luik-Bast.‑Luik | Ronde van Lombardije | Waalse Pijl |  | WK op de weg |  | Wereldranglijsten |
| ---- | --------------- | ------------- | -------------------- | ---------------- | --------------- | -------------------- | ----------- |  | ------------ |  | ----------------- |
| 2011 |                 |               |                      |                  |                 | 9e                   |             |  |              |  |                   |
| 2012 | opgave          |               |                      |                  |                 | 24e                  |             |  | 47e          |  |                   |
| 2013 |                 |               |                      | opgave           | 4e              | 31e                  | ↑           |  | 35e          |  | 14e (UWT)         |
| 2014 |                 |               |                      | 65e              |                 | opgave               | 36e         |  | opgave       |  | 46e (UWT)         |
| 2015 |                 |               |                      | 45e              | 69e             |                      | 56e         |  |              |  |                   |
| 2016 | opgave          | opgave        |                      |                  | 50e             |                      | 109e        |  |              |  |                   |
| 2017 | 134e            | opgave        | opgave               | 115e             | 74e             |                      | 75e         |  |              |  | 185e (UWT)        |
| 2018 | 77e             |               |                      | 89e              | 60e             |                      | opgave      |  |              |  | 209e (UWT)        |
| 2019 | 91e             |               |                      | opgave           | 15e             | 51e                  | 33e         |  | 14e          |  |                   |

### Resultaten in kleinere rondes
| Jaar | Parijs-Nice | Tirreno-Adriatico | Ronde van Catalonië | Ronde van het Baskenland | Ronde van Romandië | Ronde van Zwitserland |
| ---- | ----------- | ----------------- | ------------------- | ------------------------ | ------------------ | --------------------- |
| 2011 |             |                   |                     |                          |                    |                       |
| 2012 |             | 44e               |                     |                          |                    |                       |
| 2013 |             |                   | 46e                 | 7e                       | 13e                |                       |
| 2014 | ↑ (2)       |                   | opgave              | opgave                   |                    |                       |
| 2015 |             | 116e              | opgave              | 98e                      | opgave             |                       |
| 2016 |             |                   |                     |                          |                    |                       |
| 2017 |             |                   |                     |                          | 43e                | 17e                   |
| 2018 |             |                   |                     | 27e                      | opgave             |                       |
| 2019 |             |                   |                     |                          | 11e                | 8e                    |
| 2020 |             |                   |                     |                          |                    |                       |

## Ploegen
- 2011 –  Acqua & Sapone
- 2012 –  Acqua & Sapone
- 2013 –  AG2R La Mondiale
- 2014 –  AG2R La Mondiale
- 2015 –  AG2R La Mondiale (tot 20-8)
- 2016 –  Movistar Team
- 2017 –  Movistar Team
- 2018 –  Movistar Team
- 2019 –  Movistar Team
- 2020 –  Movistar Team